# Jan Kuklík (právník)
Jan Kuklík (* 1. srpna 1967 Praha) je český právník, právní historik a vysokoškolský pedagog. V letech 2014 až 2022 byl děkanem Právnické fakulty Univerzity Karlovy a mezi roky 2022–2025 prorektorem Univerzity Karlovy pro akademické kvalifikace.

## Životopis
Jeho otcem byl historik Jan Kuklík st.. Vystudoval Právnickou fakultu Univerzity Karlovy (1989, JUDr.). V roce 1991 pobýval jako hostující postgraduální student na koleji St. Edmund Hall v Oxfordu a studoval v britských archivech. V roce 1999 byl jmenován docentem českých a československých právních dějin, 1. května 2005 profesorem pro obor právní dějiny. Zastával funkci proděkana Právnické fakulty Univerzity Karlovy pro koncepci a rozvoj fakulty a je ředitelem Ústavu právních dějin tamtéž. Od roku 2018 členem Učené společnosti ČR.
Dne 19. června 2025 podal rezignaci na svou funkci prorektora Univerzity Karlovy v Praze pro akademické kvalifikace. Podle jeho vyjádření totiž vedení univerzity nedokázalo adekvátně reagovat na poslední kauzy, o některé se navíc zajímá i Policie ČR. Na pozici prorektora skončil k 31. červenci 2025.
Zaměřuje se jak na dějiny angloamerického práva, tak na právní dějiny Československé republiky, úzce pak na historii československého odboje za druhé světové války a dějiny komunistického Československa. Vede semináře z českých a československých právních dějin, přednáší dějiny práva a státu evropských zemí a USA a vyučuje další kurzy z oblasti právní historie.

## Dílo (výběr)
- Poodhalené tváře anglického práva. Plzeň 2013. ISBN 978-80-7380-441-1.
- Do poslední pence. Praha 2013. ISBN 978-80-246-1332-1.
- Czech Law in Historical Contexts. Prague 2015. ISBN 978-80-246-2860-8
- Příběh československé ústavy 1920. I, Příprava a přijetí ústavní listiny. Praha 2020. ISBN 978-80-246-4541-4. II, Ústava a její proměny v meziválečném období. Praha 2022. ISBN 978-80-246-5115-6.